# Android Studio
Android Studio és l'entorn de desenvolupament integrat (IDE) per a la plataforma Android. Android Studio va ser presentat el 16 de maig del 2013 dins la conferència Google I/O. Android Studio es fonamenta en el programari JetBrains' IntelliJ IDEA i és multiplataforma. Va remplaçar la plataforma inicial Eclipse Android Development Tools (ADT) per a desenvolupar aplicacions compatibles amb el sistema operatiu Android.

## Característiques
Noves prestacions fins a la versió 2 :
- Llicència freeware: programari gratuït
- Llenguatges de programació: java, C, C++
- Suport de construcció basat en Gradle.
- Refacció de codi.
- Noves millores de l'entorn gràfic WYSIWYG.
- Suport per aplicacions Android Wear.
- Suport a la plataforma de dades al núvol Google Cloud.
- Emulador de dispositius virtuals per executar i depurar aplicacions.

Noves prestacions de la versió 3 : 
- Suporta instant apps, Java 8, Android O, llenguatge Kotlin, Android Things.